# Landögssjön
Landögssjön (Landösjön) ist ein See in Offerdal in der schwedischen Gemeinde Krokom in der Provinz Jämtlands län. 

## Lage
Der See ist etwa 24 km lang. Er erstreckt sich von Nordwesten nach Südosten. Der Zufluss erfolgt durch Långan. Der Abfluss befindet sich in Landön.

## Orte und Verkehr
Am Ufer liegen verschiedene kleine Dörfer der Kirchengemeinde Offerdal, unter anderen Rönnöfors an der Westspitze und Landön an der Ostspitze des Sees. In Rönnöfors gab es im 19. Jahrhundert einen bedeutenden Bergbau. Die Bergwerksruine ist noch zu besichtigen. In Rönnöfors wird ein grüner Quarzit, Offerdalsskiffer, abgebaut. Landön liegt am Länsväg 340 zwischen Krokom und Valsjöbyn an der norwegischen Grenze, etwa 50 Kilometer nordwestlich von der jämtländischen Residenzstadt Östersund entfernt.
Dampfschiffverkehr wurde auf dem See bis ins Jahr 1923 betrieben.